# Lesdain (Frankrijk)
Lesdain (Nederlands : Leusden) is een gemeente in het Franse Noorderdepartement (regio Hauts-de-France) en telt 405 inwoners (2004). De plaats maakt deel uit van het arrondissement Cambrai.

## Geografie
De oppervlakte van Lesdain bedraagt 8,4 km², de bevolkingsdichtheid is 48,2 inwoners per km².
De onderstaande kaart toont de ligging van Lesdain (Frankrijk) met de belangrijkste infrastructuur en aangrenzende gemeenten.

## Demografie
Onderstaande figuur toont het verloop van het inwonertal (bron: INSEE-tellingen).